# Tommy Schleh
 (octobre 2008).
Si vous disposez d'ouvrages ou d'articles de référence ou si vous connaissez des sites web de qualité traitant du thème abordé ici, merci de compléter l'article en donnant les références utiles à sa vérifiabilité et en les liant à la section « Notes et références ».
Tommy Schleh, connu sous le nom de DJ Klubbingman, est un DJ et producteur de Dance allemand, né le 10 décembre 1964 à Neckarbischofsheim (Bade-Wurtemberg).
Depuis l'âge de 17 ans, il exerce le métier de DJ.
Après avoir rencontré le musicien Enrico Zabler en 1989, il a été le rappeur du groupe eurodance Masterboy, connu dans les années 90. 
Il est depuis 1997 résident dans la discothèque le Kinki Palace situé à Sinsheim (Bade-Wurtemberg). Il anime également une émission tous les mardis de 20 heures à minuit, sur la radio Sunshine-Live.
En 1999, son single "Welcome To The Club" a été un succès, qui a été suivi par un autre track, "Welcome To The Club".

## Singles

### Dj Klubbingman
- Dreaming For A Better World (1999)
- Timemachine (2000)
- Welcome To The Club (2001)
- Open Your Mind (2002)
- No Limit (On The Beach) (2003)
- Highway To The Sky (2003)
- Magic Summer Night (2004)
- Revolution (We Call It) (2005)
- Love Message (2005) feat Trixi Delgado
- Ride On A White Train (Like A Hurricane) feat Trixi Delgado (2006)
- Never Stop This Feeling (2007)
- Another Day Another Night feat Trixi Delgado (2008)
- Are U Ready feat Trixi Delgado (2011)

NB : Trixi Delgado a été également une des chanteuses de Masterboy.